# رکس سلرز
رکس سلرز (انگلیسی: Rex Sellers؛ زادهٔ ۱۱ نوامبر ۱۹۵۰) قایقران قایق بادبانی اهل نیوزیلند بود.
وی در مسابقات کشوری و بین‌المللی در مجموع برندهٔ ۱ مدال طلا، ۱ مدال نقره شده‌است.